# Нікос Казандзакіс
Ні́кос Казандза́кіс — (грец. Νίκος Καζαντζάκης; 18 лютого 1883, Іракліон, Крит, Османська імперія — 26 жовтня 1957, Фрайбург, ФРН) — грецький письменник, класик новогрецької літератури. За свій найвідоміший твір — роман «Остання спокуса Христа» (1951) — засуджений грецькою православною церквою і Ватиканом, а роман був включений католицькою церквою до списку забороненої літератури (1954).

## Біографія

### Дитинство та юність (1883—1902)
| Міхаліс Казандзакіс |  | Марія Христодулакі |

Народився 18 лютого 1883 року на Криті в Мегало-Кастро (Іракліон), в той час, коли острів знаходився під володарюванням Османської імперії. Нікос був першою дитиною в сім'ї, згодом народились сестри Анастасія та Елені, і брат Йоргос, який помер ще в ранньому дитинстві. Батько родини, Міхаліс Казандзакіс (1856—1932), був торговцем і землевласником, походив родом із селища Варварі. Батько Нікоса був жорсткою, деспотичною, людиною, що безкомпромісно дотримувався норм етики, завжди вимагав від сина, щоб той шанував сімейні традиції та критське походження. Він рідко хвалив успіхи та досягнення сина. Протиставленням батьківській суворості була материнська любов. Казандзакіс описує свою матір як «святу жінку». Його матір, Марія Христодулакі (1862—1932), була родом із селища Ассіроті, округ Мілопотамос, Ретимно. У 6 років Нікос був змушений жити як біженець через повстання 1889 року, коли його сім'я переїхала та переховувалась в Піреї протягом 6 місяців.
Повернувшись до Іракліону, відвідував початкову школу, проте його навчання було зірвано ще одним повстанням на Криті, яке відбулось у 1897 році. Сім'я Казандзакісів переїхала до Наксоса, де і проживала наступні два роки. Нікос навчався у Французькій школі торгівлі Святого Хреста, якою керували францисканські монахи. Там він вивчав французьку та італійську, а також почав знайомитись з європейською літературою. Стараннями і прогресом критського учня був вражений кардинал, який запропонував хлопчику стати католиком і вивчати духовенство у Ватиканській семінарії. Але як тільки про це дізнався Міхаліс Казандзакіс, він прийшов у школу вночі і забравши сина, сказав, що спалить живцем усіх монахів.
Сім'я повернулась на Крит, життя на якому після довготривалих періодів боротьби та дипломатичних переговорів поступово покращувалось, і згодом була проголошена Критська незалежна держава. У своєму творі «Звіт для Ель Греко» (грец. Αναφορά στον Γκρέκο), Казандзакіс дає чіткий опис того дня, коли Принц Георг, обіймаючи посаду Високого комісара прибув на острів. У святковій пасхальній атмосфері радості здійснення національних прагнень, 15-річний хлопець відчув, що переступає поріг своєї юності. Останніми роками навчання в середній школі, Нікос зацікавився мистецтвом. Першою п'єсою, яку він побачив була «Розбійники» Фрідріха Шиллера, постановка якої відбулася на подвір'ї одного з найбідніших кварталів Іракліону; невдовзі після цього він зіграв роль Креона в софоклівській трагедії «Цар Едіп». Якщо мистецтво захоплювало і цікавило Нікоса, то у навчанні він почав розчаровуватись. Ті наукові теорії, які він вивчав, похитнули його впевненість у їхній істинності. Деякий час він присвятив навчанню, але пізніше полишив його і став пиячити у місцевих іракліонських кабаре.
В той час Казандзакіса привабила ідея що полягала в тому, щоб самому взятися і виправити несправедливість та соціальну нерівність. Разом із групою друзів він заснував «Дружню громаду» (грец. Φιλική Εταιρία) (названа на честь секретної організації, що почала свою діяльність після Грецького руху за незалежність), головною метою якої було створити кращий світ. Накприкінці літа 1902 року він познайомився з ірландкою Кетлін Форд, яка навчала його англійської мови, і з якою у нього почалися любовні стосунки.

### Навчання, перші подорожі і публікації (1902—1909)
Восени 1902 року Казандзакіс переїхав до Афін, де почав навчався на юридичному факультеті Афінського університету. Навчаючись в Афінах, Казандзакіс проводив Різдво, Пасху і літні канікули в Іракліоні. Одного дня, під час прогулянки, він побачив Галатію Алексіу, старшу дочку видавця і літератора Стіліаноса Алексіу. Відразу після цього Казандзакіс написав у щоденнику друга, що найбільше чого він бажає, так це «Галатію і шалаш» (грец. «η Γαλάτεια και μία καλύβη»). Галатія, побачивши напис, захотіла зустрітись віч-на-віч зі своїм шанувальником. Проте перша зустріч між ними відбулась лише в 1914 <?>році, після чого у них почалися серйозні стосунки. Влітку 1905 року Казандзакіс почав публікувати свої переклади творів Жозефа Ернеста Ренана, Жана Поля, Данте та Анрі Мішеля в літературному журналі «Νεότης» (грец. «Молодь») під псевдонімом Лакріма Рерум. Через декілька місяців, в квітні 1905 року, він написав своє перше філософське есе «Хвороба століття», опублікувавши його в літературному журналі «Πινακοθήκη» (грец. «Галерея»). Обидві перші публікації були видані під псевдонімом Карма Нірвамі (грец. Κάρμα Νιρβαμή). Влітку 1905 року Казандзакіс забажав поїхати за кордон. Спочатку він планував продовжити навчання в Італії, проте цього не сталося. В кінці року він опублікував своє перше оповідання «Змій і лілія» (грец. Όφις και Κρίνο), на написання якого його надихнули стосунки з Кетлін Форд, але присвятив його «своїй Тото» (грец. Στην Τοτώ μου) — Галатії Алексіу, яка згодом стала його дружиною. В грудні 1905 року він закінчив університет, отримавши ступінь доктора юридичних наук. Того ж року він опублікував свій перший твір — оповідання «Змій і лілія» і почав працювати колумністом в афінській газеті «Ακρόπολις». В кінці літа 1906, Казандзакіс написав свою першу п'єсу, драму під назвою «Світає» (грец. «Ξημερώνει»), з якою взяв участь у конкурсі драми Пентелідіса. Журі, яке складалось з С. К. Саллеропулоса, Н. Політіса, С. Ламброса, визнало роботу найкращою, проте Казандзакіс не отримав приз, тому що на думку фахівців, драмі бракувало «моральної основи». Казандзакіс надрукував невеличке тлумачення драми в «Ακρόπολις», заявививши про свою відданість принципам естетики:
| “            | Тільки моральна сутність в Мистецтві є красивою, і лише аморальна сутність — потворна. | „ |
| —Казандзакіс |                                                                                        |   |

1907 року він поїхав до Парижу. Там Казандзакіс продовжив вивчати філософію у Сорбонні, але також відвідував лекції Анрі Бергсона, який значною мірою вплинув на Казандзакіса. В саме цей період Казандзакіс зацікавився філософією ніцшеанства, і почав писати дисертацію на тему «Філософія закону і держави Фрідріха Ніцше» (грец. «Ο Φρειδερίκος Νίτσε εν τη φιλοσοφία του δικαίου και της πολιτείας»), яку він закінчив у 1909 році. Філософія Ніцше навчила Казандзакіса сумніватися в будь-якій оптимістичній теорії. Підримуючи позицію нігілізму, критський письменник відчував потребу в зруйнуванні старого світу, і будуванні на його місці нового. Казандзакіс був настільки вражений своєю фізичною схожістю з Ніцше, що навіть повісив у своєму кабінеті гіпсову посмертну маску німецького філософа. В той самий час він дедалі більше часу присвячував себе літературі. Навчаючись у Парижі Казандзакіс опублікував в 1907 році в «Πινακοθήκη» одну дію своєї нової п'єси «Фасга» (грец. «Φασγά»), а у 1909 написав п'єсу «Жертва» (грец. «Θυσία»).
У лютому 1909 року Казандзакіс закінчив навчання, а у березні здійснив місячну подорож до Італії, під час якої відвідав Флоренцію та Рим. Повернувшись додому написав свої враження від подорожі та опублікував їх у журналі «Νέον Άστυ» (грец. «Нове місто»). В Іракліоні написав п'єсу «Комедія» (грец. «Κωμωδία»). Тоді ж була написана п'єса на одну дію — «Трагедія» (грец. «Τραγωδία»), яка була опублікована у двох літературних журналах: «Κρητική Στοά» (Іракліон, 1909) та «Σεράπιον» (Александрія, 1909). Казандзакіс побув деякий час в Іракліоні, але згодом вирішив повернутися до Афін.

### Повернення до Греції (1909—1920)
Афіни
В квітні 1909 року Казандзакіс оселився в Афінах. Казандзакіс грав визначну роль в інтелектуальному житті столиці. Він був одним із засновників «Освітньої спілки» (грец. «Εκπαιδευτικού Ομίλου») (1909), а також «Спілки соціальної і політичної науки» (1916). У травні 1910 року висунув п'єсу «Жертва» на Драматичний конкурс Лассаніса і виграв його. Ця п'яса була опублікована під назвою «Майстер-будівник» (грец. «Ο Πρωτομάστορας») і присвячена «Іді» (Іону Драгумісу). 1916 року п'єса перероблено на «музичну драму» Манолісом Каломірісом та поставлено «Грецьким музичним театром» в Афінському муніципальному театрі.
Одруження з Галатією
Нікос та Галатія вирішили жити разом, проте ця ідея не сподобалась обом родинам. Провівши літні канікули удвох в селищі Красі, вони зрештою одружилися в жовтні 1911<?>року. Вінчальна церемонія пройшла в Церкві Св. Костянтина в Іракліоні, незважаючи на незгоду Міхаліса Казандзакіса. Наступне літо подружжя також провело в Красі, в компанії Еллі та Лефтеріса Алексіу, Васоса Даскалакіса, Костаса Варналіса та Маркоса Авгеріса. Проте молоді прожили разом не довго: в 1916 році Галатія подала на розлучення.
Перед письменником постійно поставала проблема заробітку на життя. Він влаштувався секретарем в Міністерстві освіти, а також почав паралельно працювати перекладачем: в 1911 році Казандзакіс отримав доручення від видавництва «Фелікс» (грец. «Φέξη») на переклад наукових та філософських праць Платона, Бергсона, Джеймса, Дарвіна, Метерлінка та ін. Переклади публікувались з 1911 по 1915 рік. В цей час Казандзакіс зробив декілька невдалих спроб зайнятися бізнесом. В жовтні 1915 року він, разом із І. Скорділісом, вирішили заснувати компанію з перевезення деревини з гори Афон. Саме в цей час Казандзакіс познайомився із Йоргісом Зорбою, з яким у 1917 році намагався заснувати лігнітову шахту в Прастова на півострові Мані.
Під час Балканських війн Казандзакіс записався у волонтери і почав працювати у особистому кабінеті тодішнього прем'єр-міністра Елефтеріоса Венізелоса.
У листопаді 1914 року Казандзакіс познайомився із поетом Ангелосом Сікеліаносом. Майже відразу обидва письменники стали близькими друзями. Через три дні вони вирушили у мандрівку до Афону, яка тривала 40 днів. Вони разом вивчали Толстого, Данте, Будду і навіть захотіли започаткувати нову релігію.
У вересні 1917 року Казандзакіс поїхав до Швейцарії, де він гостював у друга дитинства, Іанніса Ставрідакіса, грецького посла в Цюриху. Приблизно рік Казандзакіс подорожував по країні разом з Еллі Ламбріді, з якою у письменника був роман. В цей час Казандзакіс та Ставрідакіс заснували організацію інтелектуалів, основною метою якої було «підняти Грецію, об'єднавши зусилля, та створити нову грецьку культуру».
В січні 1919 року Казандзакіс повернувся до Греції і невдовзі, в травні місяці, був призначений на посаду головного директора у новоствореному міністерстві соціального забезпечення і почав займатися репатріацією грецьких біженців з Кавказу. Казандзакіс вирушив на Кавказ як голова делегації, до яко] також входили Іракліс Полемархакіс, Іанніс Ангелакіс, Іанніс Константаракіс, Йоргіс Зорба та Іанніс Ставрідакіс (з Міністерства закордонних справ Греції). За 15 місяців делегації вдалося переправити 15 000 греків на батьківщину та розселити у Фессалії та Західній Македонії.

### Європа у міжвоєнні роки (1920—1924)
Після поразки Венізелоса на виборах у листопаді 1920 року, Казандзакіс припинив діяльність у Міністерстві з питань соціального забезпечення. Розчарований політичною ситуацією в країні та стратою Іона Драгуміса, у січні 1920 року Казандзакіс на місяць поїхав до Німеччини.
Повернувшись на батьківщину письменник оселився у Кіфіссії зі своїм другом К. Сфакіанакісом і почав працювати над трагедією «Христос» (грец. Χριστός). Потім Казандзакіс здійснив подорож до Криту і Пелопонесу, і при повернені, підписав контракт з видавцем Д. Дімітракосом написати серію підручників з історії для школярів молодших класів і переїхав до Відня. Все літо Казандзакіс провів в Австрії, присвячуючи свій час літературній діяльності.
Восени 1921 року Казандзакіс оселився у Берліні. Він почав працювати над «Спасителями Бога», відвідувати Конгрес освітніх реформаторів, познайомився із Рахель Ліпштайн і зацікавився Ленінською ідеологією. Влітку 1923 року він вирушив у подорож по Німеччині, а також відвідав місце народження Ніцше. У лютому 1924 року Казандзакіс переїхав до Італії, оселившись у Ассізі і пробув до квітня. В Ассізі він познайомився із біографом святих Йоганесом Йоргенсеном і почав вивчати життя Франциска Ассізького.

### Повернення та «Одіссея» (1924—1925)
Незабаром після повернення в Грецію, Нікос Казандзакіс познайомився із Елені Саміу — жінкою, із якою прожив решту життя. Однак в Афінах він не довго залишався. У липні 1924 року він вирушив на Крит, і провів серпень місяць на віддаленому пляжі Лендас разом з Елені, поринувши у світ героїв Гомера, Гете й Есхіла.
Весь наступний рік він провів в Іракліоні. Саме тоді розпочав роботу над своєю власною «Одіссеєю» і, ймовірно, написав «Симпосій». Крім того здійснив невдалу спробу розгорнути політичну діяльність, за що був заарештований і утримувався під вартою впродовж двадцяти чотирьох годин у поліцейській дільниці Іракліону.
В липні 1925 року він повернувся на нетривалий час до Афін і невдовзі вирушив у подорож островами Егейського моря, під час якої відкрив для себе Егіну, де пізніше вирішив оселитись.

### Навколосвітні подорожі (1925—1933)
У жовтні 1925 року розпочався довготривалий період подорожей Нікоса Казандзакіса світом. Кожна нова подорож приносила нові враження, образи та ідеї, які письменник включав у наступні переробки «Одіссеї». До 1933 року він відвідав Радянський Союз і Іспанію тричі. Він також здійснив поїздку до Італії, Кіпру, Палестини, Єгипту і Синайської пустелі. Довгий час залишався у Готтесгаб (нині Божі дар) в Чехословаччині.
Численні подорожі й інтенсивна робота допомогла Казандзакісу пережити смерть батьків 1932 року. Він працював у шаленому темпі: писав сценарії до фільмів і вірші, п'єси і романи французькою мовою, брав участь у складанні енциклопедії, словників і підручників, писав статті для грецьких і російських газет, перекладав літературні твори, зокрема книги для дітей.
Водночас Нікос Казандзакіс бажав доєднатись до політичної та літературної активності греко-румунського письменника Панаїта Ісраті, в особі якого знайшов духовного соратника. Нарешті після зустрічі із Пантелісом Превелакісом Казандзакіс здобув вірного друга та учня.

### Егіна (1933—1939)
Після повернення із Західної Європи у квітні 1933 року, Нікос Казандзакіс вирушив до острова Егіна, який обрав, щоб нарешті оселитись надовго. Він продовжував працювати над «Одіссеєю», а також складав пісні для своєї «Терцінес», перекладаючи Данте, Кокто, Гауптмана, Шекспіра, Піранделло і Гете. Крім того присвячував час написанню подорожніх оповідей, п'єс і романів французькою мовою.
1936 року він розпочав будівництво власного будинку на Егіні, в який за рік, після завершення усіх робіт, переїхав разом із Елені. Надалі він рідко залишав острів, окрім короткочасних поїздок до Японії, Китаю, Іспанії та Англії, і 1938 року для контролю публікації «Одіссеї».

### Друга світова війна і післявоєнна Греція (1939—1946)
Нікос Казандзакіс провів більшу частину періоду окупації Греції країнами Осі на Егіні. В цей час він почав писати новели. 1942 року він вирушив до Афін, де він зустрівся із Ангелосом Сікеліаносом вперше за останні двадцять років. Він також звернувся до гомерознавця Какрідіса по допомогу у перекладі «Іліади».
Після звільнення Греції він повернувся в столицю, яку вже цілком поглинула Громадянська війна. Казандзакіс не зміг залишитись осторонь і почав займатися політикою. Паралельно брав участь у виборах до Афінської академії, але тоді забракло два голоси. Натомість безперешкодно був обраний президентом Асоціації грецьких письменників.
Влітку 1945 року відвідав Крит як член урядової комісії з верифікації за німецьких звірств. У листопаді 1945 року одружився з Елені Саміу, призначений міністром без портфеля в уряді Фемістокліса Софуліса, але пішов у відставку за три місяці. На початку 1946 року взяв участь у постановці його п'єси «Каподистрія» в Королівському театрі, у травні того самого року номінований на Нобелівську премію з літератури, поряд із Ангелосом Сікеліаносом.

### Еміграція і визнання (1946—1957)
Влітку 1946 року Нікос Казандзакіс розпочав свою останню, як виявиться пізніше, подорож Європою. Після перебування в Англії як гість Британської ради, він переїхав до Парижа, де був призначений літературним радником ЮНЕСКО. У березні 1948 року подав у відставку і вирішив постійно оселитись для проживання в Антібі на Французькій Рив'єрі. Останнє десятиліття життя письменника було не менш насиченим і творчим за попередні. Здобувши міжнародне визнання, він писав романи і п'єси, перекладав книг і здійснював подорожі.
З 1951 року його здоров'я гіршало. Він осліп на праве око, кілька разів проходив лікування доброякісної лімфатичної лейкемії у клініці Фрайбурзького університету. Менш з тим Нікос Казандзакіс все-таки розпочав спільну роботу із Кімоном Фріаром із перекладу «Одіссеї» на англійську мову. Романи «Христа розпинають знову» та «Остання спокуса» викликали бурхливу реакцію в деяких клерикальних колах, які навіть вимагали відлучити від Церкви Казадзакіса.

### Останні роки і смерть (1946—1957)
У червні 1957 року Нікос Казандзакіс залишив Антіб і вирушив разом з Елені і подружжям евельпідісів у Китай, як гість Китайського уряду. Через місяць вони летіли в Кантон і планували повертатись додому через Японію.

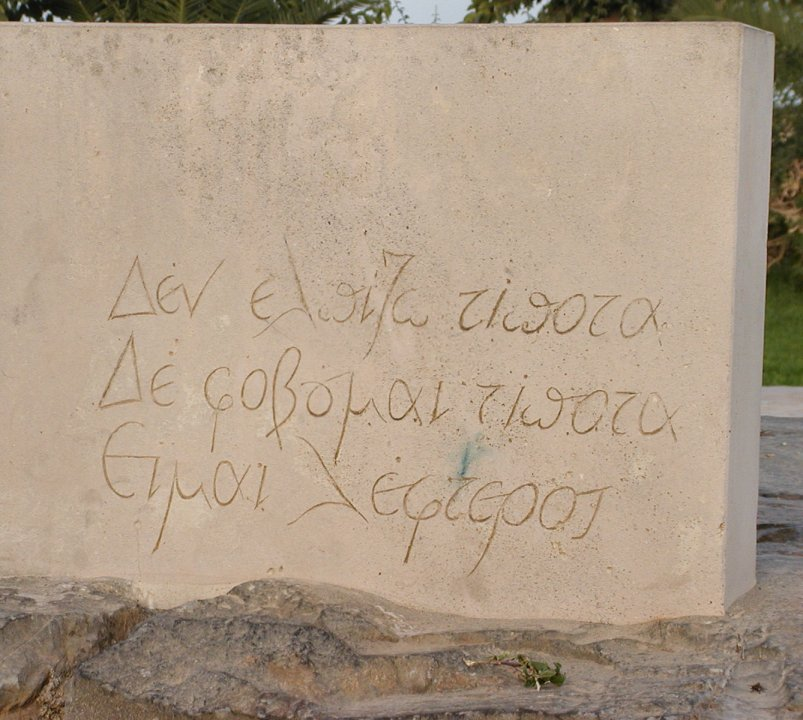
Епітафія на могилі Казандзакіса

Казандзакіс заразився інфекцією, чому передували щеплення проти віспи і холери. Його госпіталізували у Національну лікарню Данії в Копенгагені, коли стан значно погіршав, перевели в клініку Фарйбурзького університету. Хоча від інфекції вдалось оговтатись, скоро письменник захворів на азійський грип і помер у Фрайбурзі 26 жовтня 1957 року.
Згідно із заповітом письменника, його останки перевезли із Фрайбурга в Афіни, а потім літаком в Іракліон, передали тіло Собору Святого Мінаса. На панахиду стікалися тисячі людей в Іракліоні. Поховали Нікоса Казандзакіса 5 листопада біля Бастіону Мартіненго.
Епітафія на могилі Казандзакіса в Іракліоні гласить:
Δεν ελπίζω τίποτα. Δε φοβούμαι τίποτα. Είμαι λεύτερος.
Я ні нащо не сподіваюсь. Я нічого не боюся. Я — вільний.

### Інтелектуальні права
18 березня 2011 року Верховний адміністративний суд Греції Аріос Пагос визнав єдиним законним спадкоємцем Нікоса Казандзакіса Патроклоса Ставру, прийомного сина Елені Казандзакіс, другої дружини письменника, якого вона всиновила 1982 року, через 12 років після смерті чоловіка. 1995 року Елені Казандзакіс офіційно заповіла усі інтелектуальні права своєму синові, однак від 2004 року їх намагались оскаржити діти сестри Казандзакіса.
Патроклос Ставру тричі служив заступником міністра в уряді Кіпру, а також був нагороджений за свою роботу Афінською академією, також філософський факультет Афінського університету зробив його почесним професором. Нагороджений Великим хрестом грецького Ордену Фенікса.

## Творчість

### Основні твори
- Одіссея, 1938
- Аскетика, 1945

«Кумедні й лихі пригоди Алексіса Зорбаса», Київ, 1989 рік

- Життя та пригоди Алексіса Зорби, 1946
- Капітан Міхаліс, 1953
- Трагедії в 3 томах, 1955—1956
- Христа розпинають знову, 1955
- Остання спокуса, 1955
- ''Бідняк — людина Божа, 1956
- Подорожуючи, 1958
- Побратими, 1961
- Про Ель Греко, 1961

Переклади на новогрецьку
- Іліада, 1955
- Одіссея, 1965

Листування
- Чотириста листів Казандзакіса Превелакісу, 1965

### Видання творів українською мовою
- Кумедні й лихі пригоди Алексіса Зорбаса: Роман /Перекл. з новогр. А. Чердаклі; Передм. Т. Чернишової; Іл. худ. В. С. Войтовича. Київ, видавництво художньої літератури «Дніпро», 1989 р. (Серія «Зарубіжна проза ХХ століття»)

- Христа розпинають знову. (Роман. Переклад з грецької І. К. Каввадіаса та І. С. Гречанівського за редакцією А. О. Білецького. Радянський письменник, Київ, 1958)
- У Кноському палаці. Александр Македонський: Романи /Пер. з новогр. Василя Степаненка та Тетяни Чернишової; мал. Володимира Скубири. — К. : Веселка, 1986. — 445 с., іл.
- Капітан Міхаліс (Свобода або смерть!): Роман /Перекл. з новогр. І.Гречанівський, В.Мочос, Я.Мочос; післямова А.Білецького. — Київ, видавництво художньої літератури «Дніпро», 1975. — 445 с.

## Цитати
Із Спасителів Бога (1927):
We have seen the highest circle of spiraling powers. We have: named this circle God. We might have given it any other name: we wished: Abyss, Mystery, Absolute Darkness, Absolute Light,
Matter, Spirit, Ultimate Hope, Ultimate Despair, Silence.
We come from a dark abyss, we end in a dark abyss, and we call the luminous interval life.

## Галерея

Грецька марка номіналом в 27 лептонів із зображенням Казандзакіса, (1983)
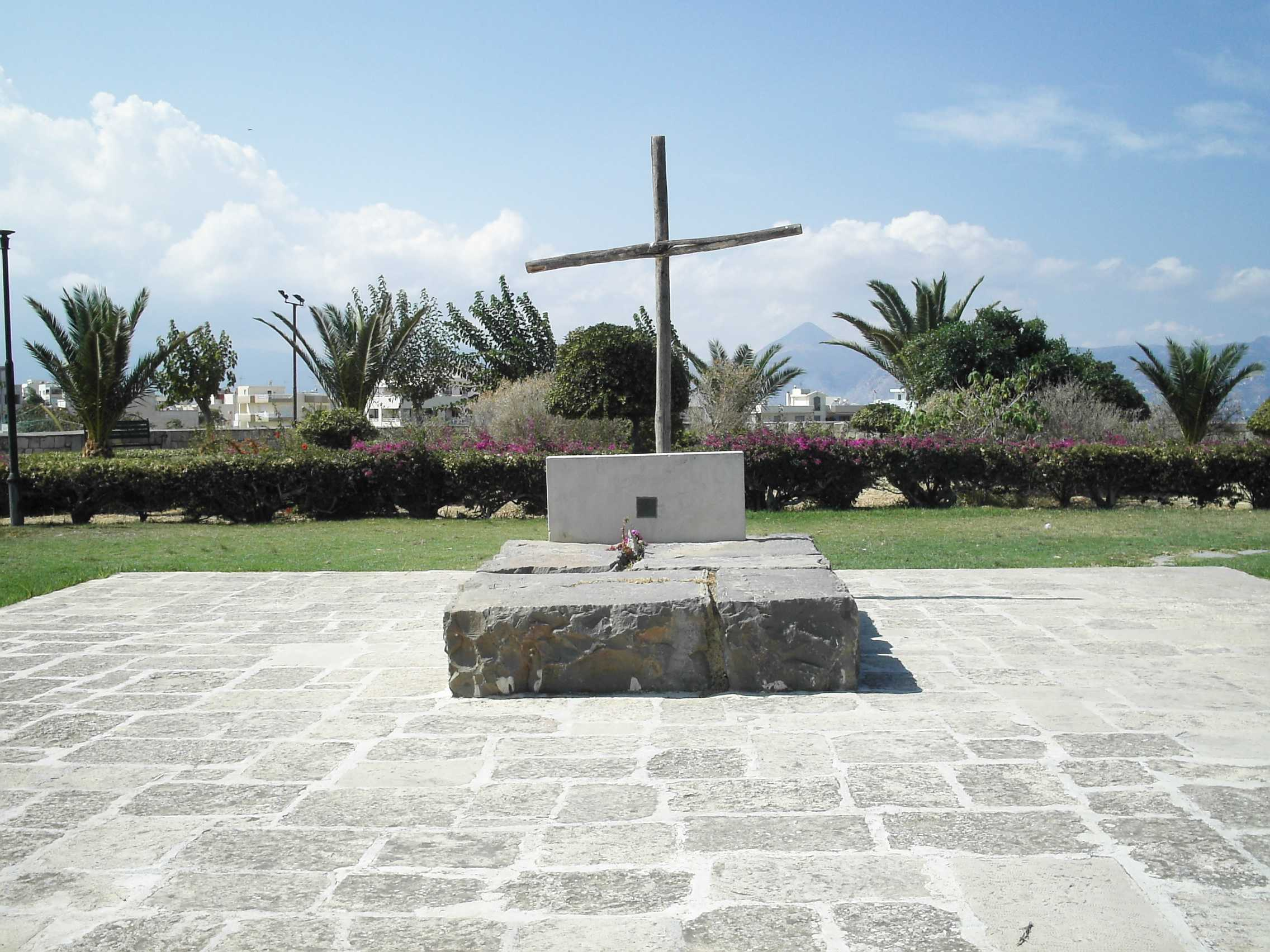
Могила Нікоса Казандзакіса в Іракліоні